# Sastra viridipennis
Sastra viridipennis là một loài bọ cánh cứng trong họ Chrysomelidae. Loài này được Boisduval miêu tả khoa học năm 1835.